# Leichtathletik-Länderkämpfe mit deutscher Beteiligung 1995
| Leichtathletik-Länderkämpfe mit deutscher Beteiligung 1995                                                  | Leichtathletik-Länderkämpfe mit deutscher Beteiligung 1995 | Leichtathletik-Länderkämpfe mit deutscher Beteiligung 1995 | Leichtathletik-Länderkämpfe mit deutscher Beteiligung 1995 |
| --- | ---------------------------------------------------------- | ---------------------------------------------------------- | ---------------------------------------------------------- |
| |                                                            |                                                            |                                                            |
| 1. Länderkampf 1995, Werfer 00(U23-Männer/U23-Frauen/U19-Junioren/U19-Juniorinnen): FRA – GER – ITA – RUS   |                                                            |                                                            |                                                            |
| Orange 4. März 1995                                                                                         | Orange 4. März 1995                                        | 1. RUS 2. GER 3. FRA 4. ITA                                | 130 P 126 P 110 P 63 P                                     |
| 2. Länderkampf 1995, (Männer/Frauen): ITA – GER – RUS                                                       |                                                            |                                                            |                                                            |
| Schio 5. März 1995                                                                                          | Schio 5. März 1995                                         | 1. RUS 2. GER 3. ITA                                       | 60 P 48 P 24 P                                             |
| 00Teilwertung Männer                                                                                        | 00Teilwertung Männer                                       | 1. RUS 2. GER 3. ITA                                       | 33 P 19 P 14 P                                             |
| 00Teilwertung Frauen                                                                                        | 00Teilwertung Frauen                                       | 1. GER 2. RUS 3. ITA                                       | 29 P 27 P 10 P                                             |
| 3. Länderkampf 1995, U23 (Männer/Frauen) – Westathletic-Cup: GER – BEL – NLD – PRT – SUI – CZE              |                                                            |                                                            |                                                            |
| Kevelaer 3./4. Juni 1995                                                                                    | Kevelaer 3./4. Juni 1995                                   | 1. GER 2. CZE 3. PRT 4. NLD 5. SUI 6. BEL                  | 189,5 P 131,5 P 118,5 P 109,0 P 97,5 P 86,0 P              |
| 00Teilwertung U23-Männer                                                                                    | 00Teilwertung U23-Männer                                   | 1. GER 2. PRT 3. CZE 4. NLD 5. SUI 6. BEL                  | 103,5 P 78,5 P 59,0 P 58,5 P 52,5 P 46,0 P                 |
| 00Teilwertung U23-Frauen                                                                                    | 00Teilwertung U23-Frauen                                   | 1. GER 2. CZE 3. NLD 4. PRT 5. SUI 6. BEL                  | 86,0 P 60,0 P 53,0 P 50,0 P 45,0 P 40,0 P                  |
| 4. Länderkampf 1995, Geher 00 (Männer/Frauen/Junioren/Juniorinnen): FRA – GER – AUS – GBR – ITA – SWE – ESP |                                                            |                                                            |                                                            |
| Fougères 11. Juni 1995                                                                                      | Fougères 11. Juni 1995                                     | 1. GER 2. ITA 3. ESP 4. FRA 5. GBR 6. SWE 7. AUS           | 285 P 278 P 253 P 242 P 130 P 72 P 46 P                    |
| 5. Länderkampf 1995, U23 (Männer/Frauen): RUS – GER – UKR                                                   |                                                            |                                                            |                                                            |
| Sankt Petersburg 15. Juli 1995                                                                              | Sankt Petersburg 15. Juli 1995                             | 1. RUS 2. UKR 3. GER                                       | 310 P 271 P 239 P                                          |
| 00Teilwertung U23-Männer                                                                                    | 00Teilwertung U23-Männer                                   | 1. UKR 2. RUS 3. GER                                       | 153 P 148 P 120 P                                          |
| 00Teilwertung U23-Frauen                                                                                    | 00Teilwertung U23-Frauen                                   | 1. RUS 2. GER 3. UKR                                       | 161 P 119 P 118 P                                          |
| 6. Länderkampf 1995, Zehnkampf (Männer): GER „Zehnkampf-Team“ – USA „VISA-Team“                             |                                                            |                                                            |                                                            |
| Ratingen 29./30. Juli 1995                                                                                  | Ratingen 29./30. Juli 1995                                 | 1. GER 2. USA                                              | 39.831 P 39.724 P                                          |
| 7. Länderkampf 1995, Straßenlauf (U23-Männer): ITA – GER – RUS – SUI                                        |                                                            |                                                            |                                                            |
| Gargnano-Navazzo 20. August 1995                                                                            | Gargnano-Navazzo 20. August 1995                           | 1. ITA 2. RUS 3. GER 4. SUI                                | 3:18:40 h 3:21:55 h 3:31:23 h 3:34:14 h                    |
| 8. Länderkampf 1995, Straßenlauf (U23-Frauen): ITA – GER – RUS                                              |                                                            |                                                            |                                                            |
| Gargnano-Navazzo 20. August 1995                                                                            | Gargnano-Navazzo 20. August 1995                           | 1. RUS 2. GER 3. ITA                                       | 5:11:37 h 5:14:42 h 5:18:37 h                              |
| Chronik |                                                            |                                                            |                                                            |
| ← Länderkämpfe 1994                                                                                         | ← Länderkämpfe 1994                                        | Länderkämpfe 1996 →                                        | Länderkämpfe 1996 →                                        |

Im Jahr 1995 wurden acht Leichtathletikländerkämpfe mit deutscher Beteiligung in acht Veranstaltungen ausgetragen. Das war ein Vergleich mehr als im Vorjahr. Allerdings sind die Zahlen nicht wirklich eins zu eins vergleichbar. Begründet ist das in unterschiedlichen Verfahren zur Wertung der Länderkämpfe. Es gab Vergleiche mit gemeinsamer Wertung für Männer und Frauen, die in dieser Form als jeweils ein Länderkampf gezählt werden. Begegnungen mit getrennter Wertung für die Geschlechter stellen dagegen jeweils zwei Länderkämpfe dar. Nach in der Vergangenheit üblicher Zählung mit stets getrennter Wertung wären 1995 dreizehn Vergleiche zustande gekommen, 1994 wären es acht.
Die Zahl der Begegnungen pro Jahr war wieder ein wenig angestiegen blieb vergleichsweise nach wie vor jedoch auf einem niedrigen Niveau. Die größte Anzahl von 27 Begegnungen hatte es 1974 gegeben.
Nicht berücksichtigt sind Veranstaltungen wie der sogenannte „Lugano-Cup“, ein Weltcup der Geher unter dem Dach des Weltleichtathletikverbands (früher: IAAF), der ab 1965 unter Regie des Europäischen Leichtathletikverbands durchgeführte Leichtathletik-Europacup sowie ähnliche Events. Hier handelt es sich um Veranstaltungen, die als eigene Wettbewerbe ähnlich wie auch der Leichtathletik-Continentalcup (ab 1995) und der Geher-Europacup (ab 1996) außerhalb der üblichen Länderkämpfe durchgeführt wurden.

## Entwicklung des Länderkampfwesens
Die Bedeutung der Ländervergleiche hatte seit Jahren eine absteigende Entwicklung genommen und führte zu einer Veränderung des Länderkampfwesens insgesamt. Das war auch 1995 weiterhin der Fall. Die meisten Begegnungen wurden nur noch für Nachwuchsathleten reserviert, in diesem Jahr gab es nur drei Vergleiche ohne Altersbeschränkung. Außerdem bestand das Angebot vorwiegend aus eingeschränkten Teilbereichen des Leichtathletikprogramms. Vor allem die Konkurrenz durch andere Events wie Welt- und Europameisterschaften, Olympische Spiele, Golden bzw. Diamond League führte zu diesem Veränderungen und dieser Entwicklung.
In den Vergleichen 1995 gab es zwei Länderkämpfe mit dem allgemeinen leichtathletischen Programm, beide angeboten für den Altersbereich U23. Außerdem standen die Wettbewerbsbereiche Straßenlauf (2 Vergleiche), Werfen (2), Gehen (1) und Zehnkampf (1) auf dem Programm. Alle anderen Kategorien wie spezielle Angebote für Springer, Siebenkämpferinnen oder Läufer standen nicht auf dem Programm. Den für viele Jahrzehnte dominierenden klassischen Länderkampf zwischen zwei Nationen mit je zwei Teamvertretern gab es nicht mehr und durch die drastische Verringerung der Länderkampfanzahlen nahm auch die Vielfalt – hier beschrieben im Abschnitt „Verschiedene Formen von Länderkämpfen“ – deutlich ab.

## Saisonhöhepunkt
In diesem Jahr standen die Weltmeisterschaften im Saisonmittelpunkt. Sie wurden vom 5. bis 13. August in der schwedischen Stadt Göteborg ausgetragen. Die deutsche Mannschaft eroberte wie zwei Jahre zuvor im heimischen Stuttgart zwei WM-Titel und zwei Silbermedaillen. Bronzemedaillen gab es ebenfalls zwei und damit zwei weniger als in Stuttgart. Im Medaillenspiegel lagen hinter den USA, die mit zwölf Titelgewinnen weit voraus den Spitzenplatz innehatten, zahlreiche Länder sehr dicht gedrängt. Hier belegte Deutschland hinter Belarus gleichauf mit Italien den dritten Rang.
Außerdem gab es 1995 auch wieder einen Europacup, der für Frauen und Männer gemeinsam am 24. und 25. Juni im französischen Villeneuve-d’Ascq ausgetragen wurde. Diese Veranstaltung verlor allerdings wie auch die Leichtathletik-Länderkämpfe deutlich an Bedeutung. Das deutsche Frauenteam kam hinter Russland und vor Großbritannien auf den zweiten Platz. Die Männer gewannen den Wettbewerb vor Großbritannien und Russland. Damit schnitt Deutschland deutlich besserer ab als bei der letzten Austragung in Rom, als beide Teams jeweils Vierter geworden waren.

## Bilanz
In der Saison 1995 gab es für die deutschen Leichtathleten in ihren acht Länderkämpfen drei Siege und fünf Niederlagen. Das war sicher nicht zufriedenstellend, aber immerhin hatte Deutschland in drei Vergleichen die Oberhand behalten. Im Jahr zuvor hatten die deutschen Leichtathleten alle sieben Länderkämpfe verloren.
Die gemeinsamen Teams von Männer und Frauen verloren drei ihrer fünf Länderkämpfe:
- Werfer-Vergleich der U23-Männer und U23-Frauen sowie U19-Junioren und U19-Juniorinnen gegen Frankreich, Italien und Russland am 4. März im französischen Orange (Platz zwei hinter Russland)
- Werfer-Vergleich der Männer und Frauen gegen Italien und Russland am 5. März im italienischen Schio (Platz zwei hinter Russland)
- U23-Ländervergleich der Männer und Frauen gegen Russland und die Ukraine am 15. Juli im russischen Sankt Petersburg (Platz drei hinter Russland und der Ukraine)

Folgende zwei Siege erzielten die gemeinsamen Teams:
- U23-Ländervergleich der Männer und Frauen gegen Belgien, die Niederlande, Portugal, die Schweiz und Tschechien am 3./4. Juni in Kevelaer
- Gehervergleich der Männer/Frauen/Junioren/Juniorinnen gegen Frankreich, Australien, Großbritannien, Italien, Schweden, und Spanien am 11. Juni im französischen Fougères

Die deutschen Männer waren mit folgender Niederlage aus ihren zwei Länderkämpfen beteiligt:
- U23-Straßenlaufvergleich gegen Russland und die Schweiz am 20. August in der italienischen Stadt Gargnano-Navazzo (Rang drei hinter Italien und Russland)

Folgenden Sieg gab es für die deutschen Männer:
- Zehnkampf-Vergleich des deutschen „Zehnkampf-Teams“ gegen das „USA-VISA-Team“ am 29./30. Juli in Ratingen

Die deutschen Leichtathletinnen bestritten alleine einen Länderkampf, in dem sie eine Niederlage erlitten:
- U23-Straßenlauf-Vergleich gegen Italien und Russland am 20. August in Gargnano-Navazzo (Rang zwei hinter Russland)

Die Saisonbilanzen lauteten zwei zu drei für die Länderkämpfe mit gemeinsamen Wertungen für Männer und Frauen, eins zu eins für Begegnungen mit alleiniger Wertung für Männer und null zu eins mit alleiniger Wertung für Frauen. Die Bilanz aller Vergleiche im Jahr 1995 war mit drei zu fünf negativ.
Am Ende des Jahres hatte die deutsche Mannschaft in Begegnungen mit gemeinsamer Wertung für beide Geschlechter in ihren nun zwanzig Vergleichen neun Siege und elf Niederlagen erlitten.
Die Bilanz der deutschen Männermannschaft in ihren insgesamt 458 Vergleichen stand jetzt bei 314 Siegen, vier Unentschieden und 140 Niederlagen.
Die deutschen Frauen hatten seit 1928 in 227 Aufeinandertreffen insgesamt 130 Siege errungen, vier Unentschieden erzielt und 93 Niederlagen hinnehmen müssen.
In der Gesamtsumme aller ihrer Länderkämpfe seit 1921 hatten die deutschen Leichtathleten von 702 Vergleichen 452 gewonnen, 242 verloren und acht Unentschieden erzielt. 88 der Niederlagen stammten dabei aus 48 zweiten Plätzen, 26 dritten, sieben vierten, drei fünften Rängen, zwei sechsten und einem siebten Platz sowie einer Platzierung ohne Wertung hinter vier Gegnerteams in Begegnungen mit mehr als zwei Nationen.

## Verschiedene Formen von Länderkämpfen
Die folgende Auflistung umfasst alle unterschiedlichen Arten von Länderkämpfen aus der Vergangenheit und Gegenwart bis 1995. In dieser Breite wurden Vergleiche aufgrund der abnehmenden Bedeutung von Länderbegegnungen in den letzten Jahren jedoch nicht mehr praktiziert.
- Vergleiche mit einer Mischung von Disziplinen aus dem allgemeinen leichtathletischen Programm
Das war die klassische Form von Ländervergleichen. Jede Nation war in der Regel mit zwei Athleten je Disziplin vertreten. Bei den Männern waren hier zwanzig Wettbewerbe je Länderkampf zum Standard geworden. Allerdings wurden die beiden Langstrecken über 5000 und 10.000 Meter später in der Regel verkürzt als Rennen über 3000 und 5000 Meter durchgeführt oder auch durch einen einzigen Langstreckenwettbewerb ersetzt. Aus dem olympischen Wettbewerbskatalog fehlten demnach in der Regel nur der 10.000-Meter-Lauf, der Marathonlauf, die beiden Gehwettbewerbe und der Zehnkampf.
Der Länderkampfdisziplinkatalog bei den Frauen hatte bis 1968 standardmäßig aus elf Disziplinen bestanden und war mit den damals bei Olympischen Spielen angebotenen Frauenwettbewerben identisch. Von 1969 an gab es hier Veränderungen: Mit dem 1500-Meter-Lauf sowie der 4-mal-400-Meter-Staffel wurden zwei neue Wettbewerbe, die bei den Europameisterschaften 1969 in das Programm aufgenommen worden waren, mit in den Katalog der Frauenländerkämpfe integriert. Neu hinzu kamen nun auch Rennen über 3000 Meter und 400 Meter Hürden, zwei Laufdiszipziplinen, die im 1984 olympisch geworden waren. 1993 wurde in einem Länderkampf auch schon der 3000-Meter-Hindernislauf – olympisch ab 2008 – für Frauen mit einbezogen. Hinzu kamen für die Frauen ebenfalls der Stabhochsprung (olympisch ab 2000), Dreisprung (olympisch ab 1996) und Hammerwurf (olympisch ab 2000). In Angleichung an das Männerprogramm wurde der 3000-Meter-Lauf 1996 durch den 5000-Meter-Lauf abgelöst. Damit waren es insgesamt neunzehn Wettbewerbe
In seltenen Fällen gab es in Länderkämpfen sowohl bei den Frauen als auch bei den Männern Abweichungen vom Standard in Form von Hinzunahme oder Weglassen einzelner Disziplinen. Diese Länderkampfform, die für eine lange Zeit Kern von Leichtathletikländerkämpfen war, wurde immer weniger praktiziert und wurde mehr und mehr fast zur Ausnahme. Sie besaß angesichts der Konkurrenz bedeutender anderer Events nicht mehr die Attraktivität früherer Jahre. Bei den wenigen Austragungen solcher Vergleiche waren in aller Regel nun auch mehr als zwei Länder beteiligt und meist gab es Altersbeschränkungen.
- Vergleiche in Teildisziplinen der Leichtathletik:
  - Vergleiche im Mehrkampf – bei den Frauen im Siebenkampf (bis 1980: Fünfkampf), bei den Männern im Zehnkampf
Die Zahl der Vertreter je Land war dabei nicht standardisiert. In der Regel wurden von den gestarteten Teilnehmern nicht alle gewertet. Bei vier Vertretern je Disziplin beispielsweise wurden oft die drei Besten gewertet.
  - Vergleiche der Geher
Diese Begegnungen fanden bei den Männern meist in Form von Straßengehen statt. Bei den Männern kamen zwei Disziplinen zur Austragung, ein Wettkampf über 20 Kilometer und ein Wettkampf über eine längere Distanz, die manchmal über 35 und manchmal über 50 Kilometer führte. Der Trend ging hier jedoch eindeutig zur Distanz von 35 Kilometern.
1976 kam das Gehen auch für die Frauen ins Länderkampfprogramm. Ausgetragen wurde dabei anfangs ein Wettbewerb über 5000 Meter, 1976 auf der Straße, später wechselweise auf der Bahn oder auf der Straße. Es gab dann vorwiegend Wettbewerbe über eine Streckenlänge von zehn Kilometern. Das Gehen für Frauen hatte inzwischen Fuß gefasst in der Leichtathletik. Bei Olympischen Spielen gab es 1992 in Barcelona zum ersten Mal einen Geher-Frauenwettbewerb, bei Europameisterschaften war das schon in 1986 in Stuttgart zum ersten Mal der Fall gewesen.
Bezüglich der Teilnehmerzahl je Land und Wettbewerb wurde verfahren wie in den Mehrkämpfen.
  - Vergleiche im Straßenlauf
Bis einschließlich 1980 wurde ein Rennen über dreißig Kilometer ausgetragen. 1981 war die Streckenlänge auf 25 Kilometer gekürzt worden, 1982 fand das Rennen noch einmal über dreißig Kilometer statt. Auch hier wurde bezüglich der Teilnehmerzahl je Land verfahren wie in den Mehrkämpfen. Ab 1982 trugen auch die Frauen Straßenlauf-Länderkämpe über 25 Kilometer aus und die Männern starteten nach 1982 in der Regel nun ebenfalls über diese etwas kürzere Distanz. Für die Frauen wurde die Streckenlänge 1995 auf fünfzehn Kilometer verkürzt.
Vereinzelt hatte es hier auch Länderkämpfe im Halbmarathon und über die Marathon-Distanz gegeben. In diesem Jahr gab es je einen Straßenlaufvergleich für Männer und Frauen, wie 1994 ausgetragen über die Halbmarathondistanz.
  - Vergleiche im Bereich Lauf
Diese Art von Länderkämpfen war 1984 zum ersten Mal durchgeführt worden. Danach gab es zuletzt 1990 wieder einen reinen Läufervergleich. 1995 wurden keine solche Begegnung ausgetragen.
  - Vergleiche im Crosslauf
Diese Länderkampfform wurde in der Saison 1985 zum ersten und einzigen Mal ausgetragen. Die Streckenlängen waren bei bis zu 9000 Metern für Frauen und Männer unterschiedlich. Bezüglich der Teilnehmerzahl je Land wurde verfahren wie in den Mehrkämpfen. Diese Disziplin war schon länger nicht mehr Teil von Länderkämpfen.
  - Vergleiche in den Disziplinen Sprung und/oder Wurf/Stoß
Im Bereich Lauf wurde diese Länderkampfform seit 1992 nicht mehr ausgetragen, die Werfer kamen in diesem Jahr zum ersten Mal nach 1992 wieder zum Zug.

## Austragungsform und Wertungsmodus
In der Vergangenheit wurden Länderkämpfe mit dem allgemeinen leichtathletischen Programm in der Regel mit zwei Vertretern pro Land und Disziplin durchgeführt. In einigen Vergleichen wurden wie schon in den Jahren zuvor drei Teilnehmer je Land und Wettbewerb eingesetzt. Die Regeln zur Punktevergabe wurden dabei durchgängig so angewendet, dass der Letztplatzierte einen Punkt erhielt, die weiteren Athleten in den Platzierungen jeweils aufwärts bis hin zu Rang zwei einen Punkt mehr. Der Erstplatzierte bekam zwei Punkte mehr gutgeschrieben als der Athlet auf Platz zwei. Für Länderkämpfe mit zwei Vertretern je Land und Disziplin bedeutete das: Platz 1: 5 P, Pl. 2: 3 P, Pl. 3: 2 P, Pl. 4: 1 P. Bei drei Vertretern je Land und Disziplin ergab sich folgende Punktevergabe: Platz 1: 7 P, Pl. 2: 5 P, Pl. 3: 4 P, Pl. 4: 3 P, Pl. 5: 2 P, Pl. 6: 1 P. Für die Staffeln gab es durchgängig fünf zu zwei Punkte.
Die Regeln zur Punktevergabe wurden in diesem Jahr ohne Ausnahme nach diesem standardisierten Wertungssystem angewendet. In weiteren Begegnungen mussten aufgrund anderer Rahmenbedingungen – mehr als zwei Teilnehmer je Nation in der Wertung oder mehr als ein Gegnerland – andere Regeln zur Punktevergabe zur Anwendung kommen. In den Mehrkämpfen wurden die Begegnungen entweder wie in anderen Begegnungen über die Platzierungen oder die Addition der im Wettkampf erzielten Punkte gewertet. Ähnlich wurde in den Straßenlauf-Länderkämpfen verfahren. Dort wurde entweder über die Platzierungen oder über die Addition der erzielten Zeiten gewertet. Straßenläufe gab es in dieser Saison bei Länderkämpfen nicht.

## Werfer-Länderkampf der U23-Männer/U23-Frauen/U19-Junioren/U19-Juniorinnen gegen Frankreich, Italien und Russland
Der erste Länderkampf bestand in einem Aufeinandertreffen der Werferinnen und Werfer. Nachdem diese Wettkampfform seit 1992 nicht mehr auf dem Programm gestanden hatte, traten die Werfer in dieser Saison schon am 4. März in der Region Provence-Alpes-Côte d’Azur in Orange zu einem Ländervergleich an. Beteiligt waren beide Geschlechter mit Vertreterinnen und Vertretern aus den Altersbereichen U23 und U19. Die Gegner kamen aus Frankreich, Italien und Russland. Das Kugelstoßen fand dabei nicht statt, jedoch für alle vier Gruppen die Disziplinen Diskus-, Hammer- und Speerwurf. Russland kam auf 130 Punkte und siegte knapp mit vier Punkten Vorsprung vor Deutschland. Weitere sechzehn Punkte lagen die drittplatzierten  Franzosen zurück. Gastgeber Italien belegte weitere 63 Punkte dahinter den vierten und letzten Platz. Über die Teilwertungen gibt es im DLV-Jahrbuch leider keine Angaben.

## Werfer-Länderkampf der Männer und Frauen gegen Italien und Russland
Auch der Länderkampf Nummer zwei war ein Vergleich der Werferinnen und Werfer. Er fand ohne Altersbeschränkung nur einen Tag nach dem Vergleich der Nachwuchswerferinnen und -werfer an einem anderen Ort statt. Am 5. März traf Deutschland in Schio in der norditalienischen Region Venetien auf Gastgeber Italien und Russland. Das russische Team gewann die Teilwertung der Männer deutlich und wurde Zweiter bei den Frauen. Deutschland erreichte die jeweils umgekehrten Platzierungen bei einem knappen Erfolg bei den Frauen, während Italien in beiden Teilwertungen Rang drei belegte. Im Länderkampf siegte Russland mit sechzig Punkten vor Deutschland mit 48 Punkten. Italien wurde mit 24 Punkten Dritter.

## U23-Leichtathletik-Länderkampf der Männer und Frauen gegen Belgien, Niederlande, Portugal, Schweiz und Tschechien
Der dritte Saisonvergleich war der erste mit dem allgemeinen leichtathletischen Programm. Am 3. und 4. Juni trugen die U23-Athletinnen und Athleten in gemeinsamer Wertung für Männer und Frauen einen Vergleich mit Belgien, den Niederlanden, Portugal, der Schweiz und Tschechien aus. Er wurde auch als „Westathletic-Cup“ bezeichnet. Gastgeber war der niederrheinische Wallfahrtsort Kevelaer. Deutschland setzte sich in beiden Teilwertungen durch, bei den Männern vor Portugal, Tschechien, den Niederlanden, der Schweiz und Belgien. Bei den Frauen wurde Tschechien Zweiter vor den Niederlanden und Portugal. Die Schweiz und Belgien belegten auch hier die Plätze fünf und sechs. Am Ende des Länderkampfs lagen Deutschlands Nachwuchssportler mit 189,5 Punkten deutlich vorn. Auf Rang zwei folgte mit 131,5 Punkten Tschechien vor Portugal (118,5 Punkte). Vierter wurde die Niederlande mit 109,0 Punkten. Die Schweiz (97,5 Punkte) und Belgien (86,0 Punkte) erreichten die Ränge fünf und sechs.

## Geher-Länderkampf der Männer/Frauen/Junioren/Juniorinnen gegen Frankreich, Australien, Großbritannien, Italien, Schweden und Spanien
Im vierten Saisonvergleich gab es wieder einen Länderkampf der Geher (Männer, Frauen, Junioren, Juniorinnen) mit zahlreichen Nationen. Diesmal begegneten sich mit Frankreich, Deutschland, Australien, Großbritannien, Italien, Schweden und Spanien sieben Teilnehmer. In der Vergangenheit waren mit wechselnder Beteiligung auch Belarus, Mexiko, Polen, Russland, die Slowakei, Ungarn und 1990 auch die damalige DDR dabei gewesen. Für die Altersgruppe Junioren gibt es keine näheren Altersangaben. Am ehesten ist deshalb davon auszugehen, dass es sich um die Altersgruppe der bis zu 21-jährigen Nachwuchsathletinnen und -athleten handelt. Bisher hatte es in dieser Serie zwei Siege für Belarus gegeben – in diesem Jahr nicht am Start. Je einmal hatten die DDR, Deutschland und Italien gewonnen. Der diesjährige Vergleich wurde am 11. Juni im bretonischen Ort Fougères ausgetragen. Die Resultate der vier Teilwertungen sind auch in diesem Jahr im DLV-Jahrbuch nicht angegeben. Die deutschen Geherinnen und Geher erreichten 285 Punkte und kamen damit zu ihrem zweiten Erfolg in dieser Länderkampfserie. Italien belegte mit 278 Punkten knapp dahinter den zweiten Platz. Spanien wurde mit 253 Punkten Dritter vor Frankreich (242 Punkte) und Großbritannien (130 Punkte). Schweden kam als Sechster auf 72 Punkte, Australien als Siebter und Letzter auf 46 Punkte.

## U23-Leichtathletik-Länderkampf der Männer und Frauen gegen Russland und die Ukraine
Der fünfte Saisonvergleich war der zweite und letzte Länderkampf in diesem Jahr mit dem allgemeinen leichtathletischen Programm. Wie schon im ersten dieser Vergleiche traten wieder die U23-Athletinnen und Athleten an. So trafen am 15. Juli in Sankt Petersburg Russland, Deutschland und die Ukraine aufeinander. Deutschland lag in beiden Teilwertungen jeweils auf dem dritten und letzten Platz. Bei den Männern siegte die Ukraine knapp, bei den Frauen lag Russland deutlich vorn. Die Gesamtwertung entschieden die russischen Nachwuchssportler mit 310 Punkten für sich. Die Ukraine kam als Zweiter auf 271 Punkte. Deutschland landete mit 239 Punkten auf Rang drei.

## Zehnkampf-Länderkampf der Männer Deutsches „Zehnkampf-Team“ gegen „USA-VISA-Team“
Im sechsten Länderkampf des Jahres 1995 trafen die Zehnkämpfer aus Deutschland und den USA aufeinander. Beide Teams hatten sich aus verschiedenen Gründen besondere Bezeichnungen zugelegt. Dabei spielten das Sponsoring und die Absicht, ihren Wettkampf attraktiver zu machen, die wichtigsten Rollen. Die deutschen Zehnkämpfer bezeichneten sich als „Zehnkampf-Team“, die US-Amerikaner als „USA-VISA-Team“. Die beiden Länder begegneten sich nach 1974 und 1982 zum dritten Mal. Beide vorangegangenen Vergleiche waren an die USA gegangen. Das Aufeinandertreffen 1995 wurde am 29./30. Juli in Ratingen ausgetragen, einer Stadt, die durch ihre ab 1997 jährlich stattfindenden Mehrkampf-Meetings später sportliche Bedeutung erlangte. Den deutschen Zehnkämpfer gelang diesmal ein Sieg gegen die USA. In Ratingen erzielten sie mit 39.831 Punkten genau 107 Punkte mehr als ihre US-amerikanischen Konkurrenten.
Die Frauen trugen 1995 keinen Mehrkampf aus.

## U23-Straßenlauf-Länderkampf der Männer gegen Italien, Russland und die Schweiz
Der siebte Saisonvergleich bestand wieder in einem Straßenlauf, ausgetragen durch die U23-Straßenläufer gegen Italien, Russland und die Schweiz. Der Wettkampf fand am 20. August im Stadtteil Navazzo des italienischen Ortes Gargnano in der Lombardei statt. Im Vorjahr hatte es einen solchen U23-Straßenlaufvergleich gegeben, an dem nur Deutschland und Russland beteiligt waren. 1994 hatte Russland sehr deutlich vorne gelegen. Nun kamen also mit Italien und der Schweiz zwei weitere Gegner hinzu. In Navazzo gewann Gastgeber Italien in 3:18:40 h und einem Vorsprung von mehr als drei Minuten vor Russland. Deutschland wurde weitere circa neuneinhalb Minuten dahinter Dritter. Die Schweiz kam weitere knapp drei Minuten zurück auf den vierten und letzten Platz
Auch die U23-Straßenläuferinnen führten parallel am selben Ort einen eigenen Länderkampf durch.

## U23-Straßenlauf-Länderkampf der Frauen gegen Italien und Russland
Den achten und letzten Saisonvergleich 1995 bestritten die deutschen U23-Straßenläuferinnen wie ihre männlichen Kollegen am 20. August in Gargnano-Navazzo, wo sie auf Italien und Russland trafen. Die Schweiz war an diesem Länderkampf im Gegensatz zum Männervergleich nicht beteiligt. Auch für die Frauen hatte es im Vorjahr eine U23-Straßenlauf-Begegnung mit Russland gegeben, in der sich die deutschen Vertreterinnen klar hatten geschlagen geben müssen. Den Länderkampf in Navazzo entschied Russland wie bei den Männern in 5:11:37 h für sich. Mit einem Rückstand von etwas mehr als drei Minuten belegten die deutschen Läuferinnen Platz zwei, schlugen sich also um einen Platz besser als ihre männlichen Kollegen. Knapp vier Minuten dahinter kamen die Gastgeberinnen aus Italien nicht über Rang drei hinaus.